# Polimestor (rei da Arcádia)
Polimestor foi um rei da Arcádia, filho e sucessor de Eginetes. Durante seu reinado, os lacedemônios, liderados por Carilau, invadiram Tégea, a capital; a população inteira, homens e mulheres, pegou em armas, e capturou o exército invasor, incluindo Carilau. Polimestor morreu sem filhos e foi sucedido por seu sobrinho Ecmis, filho de Briacas, irmão mais novo de Polimestor.